# Lars Olsen
Pour les articles homonymes, voir Olsen.
Lars Christian Olsen est un joueur et entraîneur de football danois né le 2 février 1961 à Glostrup.

## Biographie
Lars Olsen est un défenseur central, aux 84 sélections, qui était le capitaine de l'équipe du Danemark vainqueur de l'Euro 92.
Il est nommé sélectionneur de l'équipe de football des îles Féroé en novembre 2011.

## Palmarès
- 84 sélections et 4 buts avec l'équipe du Danemark entre 1986 et 1996.
- Championnat d'Europe des Nations 1992
- Élu meilleur joueur danois de l'année en 1988.
- Championnat du Danemark : 1985, 1987, 1988, 1990, 1991 et 1996
- Coupe du Danemark : 1989 (joueur) et 2006 (entraîneur)
- Coupe de Turquie : 1992